# Claire Lejeune
Pour les articles homonymes, voir Claire Lejeune (femme politique), Claire Lejeune (homonymie) et Lejeune.
Claire Lejeune, née le 5 octobre 1926 à Havré et morte le 6 septembre 2008 à Mons, est une poétesse et essayiste belge de langue française, élue membre de l'Académie royale de langue et de littérature françaises de Belgique en 1997.

## Parcours littéraire
Claire Lejeune fonde deux revues, en 1962 Les Cahiers du symbolisme, puis en 1965 Réseaux, qui deviennent en 1971 les publications du Centre interdisciplinaire d'études philosophiques de l'université de Mons (CIEPHUM), dont elle assure le secrétariat de rédaction.

## Œuvres
- La Gangue et le Feu, 1963
- La Geste, 1966
- Le Pourpre, 1966
- Le Dernier Testament, 1969
- Elle, 1969
- Mémoire de rien, 1972
- L'Atelier, 1979
- L'Issue, 1980
- L'Œil de la lettre, 1984
- Court-circuit, 1986
- Du point de vue du tiers, 1986
- Âge poétique, âge politique, 1987
- Le Livre de la sœur, 1992
- Ariane et Don Juan ou Le Désastre, 1997
- Le Livre de la mère, 1998
- Le Chant du dragon, 2000
- Quatuor pour une autre vie, 2004 (avec Marcel Moreau, Jacques Sojcher et Raoul Vaneigem)